# RK Velenje

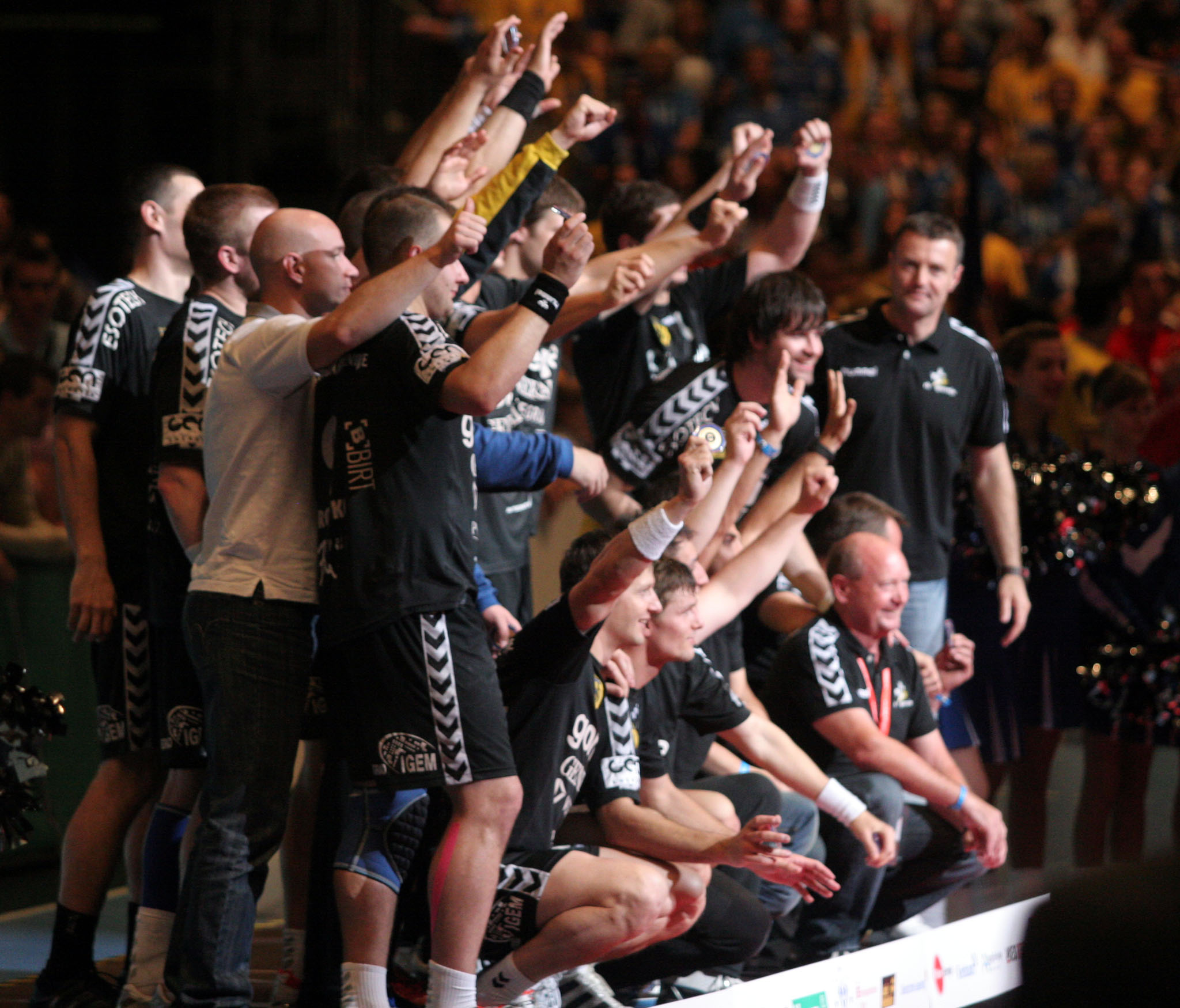
RK Gorenje Velenje i finalen i EHF-cupen 2009.

Rokometni klub Gorenje Velenje (RK Gorenje, officiellt: RK Gorenje Velenje) är en handbollsklubb från Velenje i Slovenien, bildad 1958 som TVD Partizan. Klubben har också varit känd som RK Šoštanj och ŠRK Velenje. RK Gorenje är, tillsammans RK Celje, de enda klubbarna som spelat samtliga säsonger i Sloveniens högsta nationella liga sedan landets självständighet 1991.

## Historia
Historiskt sett är klubben närmare förknippad med staden Šoštanj än med Velenje. 1964 flyttades klubben från Velenje till grannsamhället Šoštanj och bytte namn från TVD Partizan till TK Partizan. Klubben hade stora regionala framgångar och blev populär. Hemmamatcherna hade över 1 000 åskådare varje match från 1970-talet och framåt.
1975 byggdes Rdeča dvorana (Röda hallen) i Velenje och blev klubbens hemmaarena. Hallen har renoverats ett flertal gånger och är än idag klubbens hemmaplan. 
1990 beslöt man att döpa om klubben till ŠRK Velenje (Šaleški rokometni klub Velenje) eftersom hemmamatcherna, som sagt, spelades i Velenje och det var fler av lagets spelare bodde i Velenje än i Šoštanj.

## Meriter i urval
- Slovenska mästare fyra gånger: 2009, 2012, 2013, 2021
- Slovenska cupmästare tre gånger: 2003, 2019, 2022
- Final i EHF-cupen 2009

## Spelare i urval
- Marko Bezjak (2008–2013)
- Benjamin Burić (2013–2016)
- Senjamin Burić (2013–2016)
- Ivan Čupić (2008–2010)
- Jure Dolenec (2011–2013)
- Momir Ilić (2004–2006)
- Vid Kavtičnik (–2005)
- Fahrudin Melić (2011–2013)
- Željko Musa (2010–2012)
- Primož Prošt (2004–2008)
- Iztok Puc (ungdomslag, –1985)
- Sjarhej Rutenka (2000–2001)
- Staš Skube (2013–2016)
- Mario Šoštarič (2009–2011, 2013–2016)
- Drago Vuković (2006–2008)
- Vedran Zrnić (2004–2006)